# پیترو فاکتی
پیترو فاکتی (ایتالیایی: Pietro Facchetti؛ ۱۵۳۹ – ۲۷ فوریهٔ ۱۶۱۳) نقاش ایتالیایی اواخر دوره رنسانس بود که عمدتا در رم فعالیت می‌کرد. وی در خانواده‌ای فقیر در منتووا زاده شد.

## نگارخانه

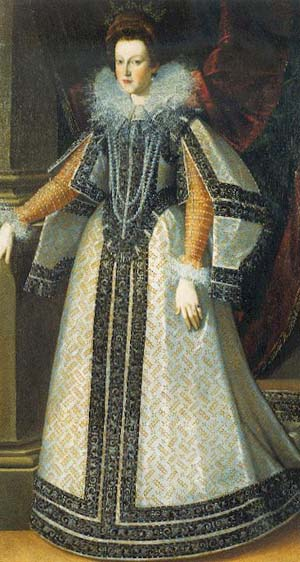
پیترو فاکتی، ماریا د مدیچی، حدود ۱۵۹۵